# Principio de incertidumbre (álbum)
Principio de Incertidumbre es un álbum recopilatorio en directo de Ismael Serrano, grabado en el Teatro Lope de Vega de Madrid los días 8 y 9 de septiembre de 2003. Fue disco de oro en España y Argentina.
Además del disco salió a la venta un DVD con el vídeo del concierto de la grabación.

### Nombre
El nombre del álbum recuerda al nombre popular de un principio de la física cuántica llamado Relación de indeterminación de Heisenberg que representó un cambio en las bases de nuestra comprensión del mundo: En el nivel más básico de la materia, no es posible conocer exactamente el valor de todas las magnitudes físicas. 

## Lista de canciones
CD1 
1. Últimamente
2. Principio de incertidumbre
3. Cien días
4. Vine del norte
5. Ya llegó la primavera
6. Km.0 (con Javier Bergia)
7. Eres
8. La extraña pareja (con Lichis)
9. Aquella tarde
10. Pájaros en la cabeza (con Pedro Guerra)
11. Amo tanto la vida
12. Plaza Garibaldi

CD2
1. Qué andarás haciendo
2. Recuerdo
3. Ya ves (con Luis Eduardo Aute)
4. Papá cuéntame otra vez
5. Ahora
6. Zona Cero
7. Déjate convencer
8. Vértigo
9. Tierna y dulce historia de amor
10. Un muerto encierras
11. Prende la luz
12. No estarás sola
13. A las madres de mayo
14. Caperucita (Sólo en el DVD)